# Chlorochroa dismalia
Chlorochroa dismalia är en insektsart som beskrevs av Thomas 1983. Chlorochroa dismalia ingår i släktet Chlorochroa och familjen bärfisar. Inga underarter finns listade i Catalogue of Life.